# Procreate (застосунок)
Procreate ([ˈprəʊ.kri.eɪt], Прокріе́йт) — растровий графічний редактор, розроблений компанією Savage Interactive для операційних систем IOS та IpadOS. Був запущений в App Store у березні 2011 року, оновлюється щомісяця.

## Керування та жести
У Procreate можна малювати як стилусом, так і суто пальцями. Якщо користувач працює зі стилусом, з'являється опція ігнорувати дотик пальців при малюванні. Панель інструментів залишається чутлива до рук, жести також чинні, але користувач уникає випадкових штрихів на полотні при дотику пальцями.
Застосунок розпізнає такі жести для спрощення та прискорення роботи:
- масштабувати — повільно звести на екрані два пальці, щоб зменшити полотно, і розвести, щоб збільшити;
- обертати — торкнутися екрану двома пальцями і повернути один із них;
- розтягнути на весь екран — швидко звести разом два пальці;
- скасувати останню дію — торкнутися двома з’єднаними пальцями;
- скасувати 5-250 дій — утримувати на екрані два з’єднані пальці, доки ілюстрація не відкотиться до потрібного моменту;
- відновити скасовану дію — торкнутися екрану трьома пальцями;
- очистити шар — потерти екран трьома пальцями;
- приховати панель інструментів — торкнутися екрану чотирма пальцями[3].

## Інструментарій
Procreate містить набір стандартних інструментів редагування зображення: параметри тону, насиченості і контрасту, обтинання, перспектива, ізометрія, ефекти розмиття й шуму.
Програма має 200 вбудованих пензлів, що імітують традиційні матеріали (олівці, пастель, акварельні та гуашеві фарби, чорнило). Можна імпортувати або створювати свої пензлі. Створення і налаштування пензлів відбувається у вкладці Brush Studio, де можна коригувати параметри інтервалів, щільності, розсіювання, текстури, вологості пензлів тощо. Готові пензлі можна групувати в набори. Для імпорту застосунок підтримує пензлі формату “.abr”.
Інструментарій для роботи з шарами включає відсічні та альфамаски, групування та 17 режимів змішування шарів.
Працювати можна з використанням як класичних колірних моделей RGB та CMYK, так і індивідуально налаштованих ICC-профілів. Колірний режим зображення обирається перед початком роботи, потім змінити його без залучення сторонніх програм неможливо.
Нещодавно з’явилася можливість створювати просту покадрову анімацію. У такому разі шари виконують роль кадрів.
Програму можна інтегрувати з Adobe Photoshop шляхом імпорту та експорту зображень у форматі “.psd” зі збереженням шарів.
Procreate автоматично записує процес малювання.  Закінчивши роботу, можна переглянути та експортувати таймлапс-відео. Також застосунок рахує кількість штрихів і часу, витрачених на створення ілюстрації.

## Версії і системні вимоги
Наразі є дві версії застосунку, Procreate та Procreate Pocket, адаптованих для роботи на пристроях лінійок Ipad та Iphone. Обидві версії потребують iOS 12, IpadOS 12 або новішої операційної системи.
Моделі iPad, що підтримують Procreate:
- iPad Pro усіх діагоналей та поколінь;
- iPad 5-8-го покоління;
- iPad Air 2-3;
- iPad mini 4-5.

Моделі iPhone, що підтримують Procreate Pocket:
- iPhone 11 / iPhone 11 Pro / iPhone 11 Pro Max;
- iPhone X / iPhone XR / iPhone XS / iPhone XS Max;
- iPhone 8 / iPhone 8 Plus;
- iPhone 7 / iPhone 7 Plus;
- iPhone 6s / iPhone 6s Plus;
- iPhone 6 / iPhone 6 Plus;
- iPhone SE (1-е покоління);
- iPhone 5s;
- iPod Touch (6-е покоління).

Моделі iPad, сумісні зі стилусом Apple Pencil:
- iPad Pro усіх діагоналей та поколінь;
- iPad (6-е покоління);
- iPad Mini 5;
- iPad Air 3.

Procreate підтримує такі стилуси на пристроях, несумісних з Apple Pencil:
- TenOneDesign — Pogo Connect, Pogo Connect 2;
- Adonit — Jot Touch 4, Jot Touch Pixelpoint, Jot Script, Jot Script 2, Pixel;
- Wacom — Intuos Creative Stylus 1 & 2, Bamboo Fineline 1, 2, & 3, Bamboo Sketch.

Підтримувані типи файлів
За замовчуванням застосунок зберігає всі файли у власному форматі “.procreate”. Також є можливість експортувати зображення у вигляді PNG, JPEG, BMP, TIFF, PDF, PSD та GIF-файлів.
Для імпорту доступні всі перелічені формати, крім PDF.